# Danse des sept voiles

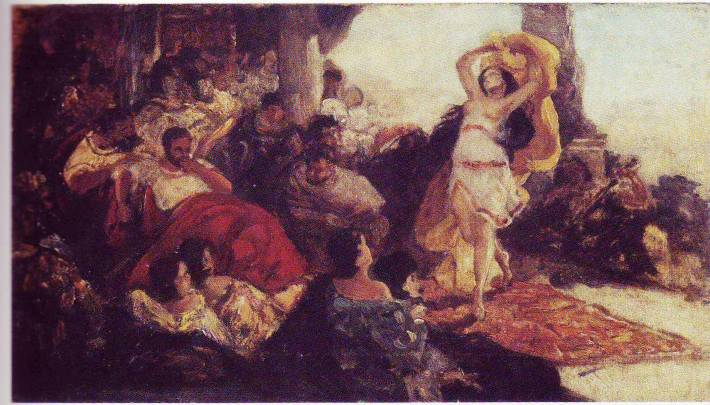
Maurycy Gottlieb : La Danse de Salomé (1879).

Dans plusieurs œuvres remarquables de la culture occidentale, la danse des sept voiles (qu'on présente généralement comme exécutée par Salomé) est un des développements apportés au récit biblique de l'exécution de Jean-Baptiste. Les détails qui ont enrichi l'histoire dans les écrits apocryphes tardifs du christianisme ont donné le nom de cette danse, et indiqué son objet : enflammer le roi Hérode Antipas d'un désir incestueux pour qu'il traitât Jean-Baptiste comme sa belle-fille le souhaitait. 

## Les récits

### Le récit biblique
Selon Matthieu 14 et Marc 6, Jean-Baptiste fut emprisonné pour avoir critiqué le mariage du tétrarque Hérode Antipas avec Hérodiade, qui avait été la femme d'Hérode II (appelé aussi par les historiens modernes Hérode Philippe Ier ou Hérode Boëthos), fils d'Hérode le Grand et frère d'Hérode Antipas. Hérodiade avait répudié son époux pour se marier avec Antipas, un scandale chez les juifs et une violation de la Torah. Comme Hérode Antipas avait promis à sa nièce et belle-fille une récompense de son choix si elle acceptait de danser pour son anniversaire, Hérodiade persuada sa fille de demander la tête de Jean-Baptiste sur un plateau en échange de sa danse. Contre sa volonté profonde, Antipas dut accéder à cette requête.

### Le récit de Flavius Josèphe
L'historien Flavius Josèphe donne le nom de Salomé à la belle-fille d'Hérode, mais ne fait aucune mention d'une danse.

### Origine mythologique possible
La danse des sept voiles a peut-être son origine dans le mythe de la déesse Ishtar et du dieu Tammuz qui appartiennent aux croyances assyriennes et babyloniennes. Selon ce mythe, après la mort de Tammuz, l'amant d'Ishtar, la déesse s'approcha des portes des enfers et voulut à tout prix que le gardien leur ouvrît. Le gardien la laissa pénétrer dans le monde souterrain, en n'ouvrant qu'une porte à chaque fois. À chacune d'entre elles, Ishtar devait se dépouiller d'un vêtement, si bien qu'elle se retrouva nue après avoir passé enfin la septième porte. De colère elle se jeta sur Ereshkigal, déesse des Enfers, mais celle-ci ordonna à sa servante Namtar d'emprisonner Ishtar et de déchaîner contre elle soixante maladies. Après la descente d'Ishtar vers le monde inférieur, toute activité sexuelle cessa sur la terre. Papsukkal, le dieu-messager, rapporta la situation au roi des dieux, Ea. Celui-ci créa un eunuque appelé Asu-shu-Namir et l'envoya vers Ereshkigal, en lui demandant d'invoquer contre elle « le nom des grands dieux » et de lui réclamer le sac contenant l'eau de la vie. Ereshkigal fut prise d'une rage folle en entendant ce qu'on lui demandait, mais elle ne pouvait que céder. Asu-shu-Namir aspergea Ishtar de cette eau, ce qui la ramena à la vie. Ishtar refit alors le chemin inverse en passant par les sept portes (sans Tammuz malheureusement) en recevant une pièce de vêtements à chacune, et elle était entièrement habillée quand elle franchit la dernière porte.

## Références culturelles

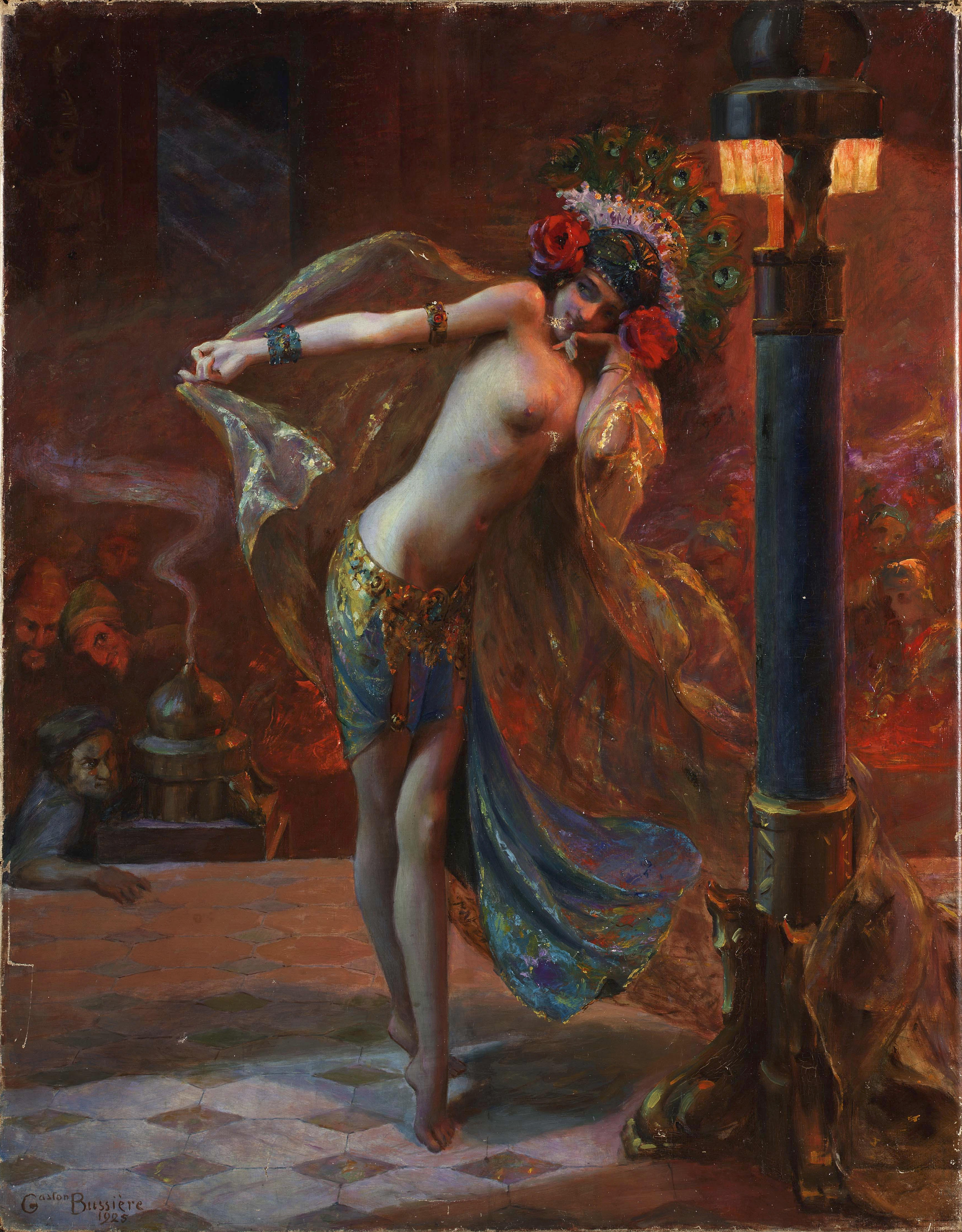
Gaston Bussière : La Danse des sept voiles (1925).